# هنري بوانكاريه
جول هنري بوانكاريه (بالفرنسية: Jules Henri Poincaré. ولد هنري بوانكاريه في 29 أبريل 1854 - 17 يوليو 1912 م)، أحد أمهر العلماء الفرنسيين في مجال الرياضيات والفيزياء النظرية كما كان من فلاسفة العلوم. عادة ما يوصف بوانكاريه بأنه آخر العلماء الشموليين - بعد غاوس - والذي كان قادرا على فهم مختلف فروع الرياضيات والمساهمة فيها. يعتبر أيضا بوانكاريه واحدا من مؤسسي الطوبولوجيا.
زمر بوانكاريه المستعملة في الفيزياء والرياضيات سُميت هكذا نسبة إليه.

## حياته
اسمه بالكامل «جولس هنري بونكاريه». ولد في 29 أبريل 1854 في ضاحية «سيتي دوكال» من مدينة نانسي في اقليم مورت وموزيل. وكان من عائلة ذات نفوذ. كان والده ليون بوانكاريه (1828 - 1892) أستاذا جامعيا يدرس الطب في جامعة نانسي. كما تزوجت أخته «ألين» الفيلسوف الروحاني ايميل بوترو. كما صار ابن عمه ريمون بوانكاريه رئيساََ لفرنسا بين عامي 1913 و 1920 وعضواََ في الأكادمية الفرنسية. نشأ هنري كاثوليكيًاَ ولكنه أصبح ملحداََ عندما كبر.

### تكوينه وتعلمه
أصيب هنري بمرض الدفتريا في صباه ولذلك تلقى نسبة كبيرة من تعليمه الأساسي في البيت. وكانت أمه، «يوجينيه لانوا» (1830 - 1897) معلمته في هذه المرحلة.
وفي 1862 دخل هنري بونكاريه مدرسة نانسي (والتي تسمى الآن ثانوية هنري بونكاريه، كما سميت جامعة نانسي كذلك باسمه تشريفاََ له). قضي هنري احدي عشر سنة في هذه المدرسة وكان خلالها أحد أكثر الطلبة تفوقاََ. فلقد برع في تأليف المكتوبات المبدعة. كما وصفه معلم الرياضيات، مادحاََ اياه، بعفريت الرياضيات. كما فاز هنري بالجائزة الأولى في عدة مواضيع في مسابقة «الكونكورس جنرال» والتي تقام كل سنة بين أبرع الطلبة من كل معاهد الليسيه في فرنسا. ولكن هنري لم يتفوق في كل المواد الدراسية، إذ أن التقارير المدرسية تقول أنه كان «لا يكاد يصل للمستوى العادي» في الموسيقى والرياضة البدنية. هنري بوانكاريه تخرج من الليسيه بالبكالوريوس في الأداب والعلوم في سنة 1871.
خلال الحرب الفرنسية البروسية في عام 1870، خدم هنري مع والده في فيلق الإسعاف.
في 1873، التحق بوانكاريه بالمدرسة متعددة التكنولوجية حيث درس الرياضيات طالبا عند الأستاذ تشارلز هيرمت. واستمر هنري في هذه الجامعة الشهيرة بالتألق وفي 1874 نشر أولى أوراقه العلمية (Démonstration nouvelle des propriétés de l'indicatrice d'une surface) أو (المزيد من خصائص مؤشر المسطحات). وتخرج من البوليتكنيك في اما 1875 أو 1876 ومن ثم التحق بالمدرسة الوطنية العليا للمناجم في باريس حيث واصل دراسته للرياضيات إلى جانب تتبعه للمنهج المقرر ليتخرج كمهندس مناجم في مارس من 1879. (ملاحظة: ال«ايكول دي ماينز» يعد من أرقى المعاهد، أسمى من معظم الجامعات، وليس فقط مدرسة لمهندسي المناجم. ولقد تخرج من هذا المعهد العديد من كبار رجال العلوم والأعمال في فرنسا).
التحق هنري بونكاريه بال«كور دي ماينز» (فيلق المناجم) بعد تخرجه وأصبح مفتش مناجم لمنطقة «فرسول» في الشمال الشرقي لفرنسا. وفي أغسطس من 1879 بعث لمحافظة «ماجني» بعد حادث خطير أودى بحياة 18 من عمال المنجم وكانت مهمته التحقيق في سبب الحادث وتوصية المنجم بكيفية تفادي الحوادث في المستقبل. وكان تقريره الناتج عن التحقيق شامل وحساس، كمؤلفها.
في هذه الأثناء كان بونكاريه يعد رسالة الدكتوراه في الرياضيات بعنوان "Sur les propriétés des fonctions définies par les équations différences. " أو «خصائص الدالات المعرفة بالمعادلات التفاضلية» باشراف «شارلز هرميت». وفي هذه الرسالة ابتدع طريقة جديدة لدراسة المعادلات التفاضلية؛ ولم يقتنع بحل المعادلات فحسب بل كان أول من درس خصائصها الهندسية. وعندها أدرك أنه يستطيع استعمال هذه المعادلات لدراسة الحركة الحرة لعدة أجسام في الفضاء - وكانت هذه معضلة رياضية استعصت على الكل من قبله. وبفضل هذه الرسالة المبدعة تخرج بونكاريه كدكتور للرياضيات من جامعة باريس في عام 1879.

### مساره المهني

#### طلبته
كان لبوانكاريه في جامعة باريس، طالبان بارزان هما لوي باشوليي (1900) وديميتري بومبييو (1905).

## عمله

### خلاصة
كان لبوانكاريه مساهمات أساسية في مجال الرياضيات التطبيقية والرياضيات البحتة والفيزياء الرياضية من قبيل ميكانيك الأجرام السماوية وميكانيكا السوائل والبصريات والكهرباء والتلغراف ودراسة الخصائص الشَعرية والديناميكا الحرارية وميكانيكا الكم ونظرية النسبية وعلم الكون الفيزيائي.
سميت زمر بوانكاريه في الرياضيات والفيزياء نسبة إليه.
كما يرجع إليه الفضل في صياغة حدسية بوانكاريه والتي تعد من أشهر المسائل الرياضية، والتي برهن عليها غريغوري بيرلمان عام 2003.

### معضلة الأجسام الثلاثة
ليكن نظاما مكونا من عدد معين من الأجرام تتجاذب حسب قانون نيوتن، افتراضا أنه لا تصادم بين جسمين اثنين. أوجد تمثيلا لإحداثيات كل جرم من هذه الأجرام على شكل متسلسلة متعلقة بالوقت...
انظر إلى مشكلة الأجسام .
من خلال أبحاثه في المسائل التي تحتوي على ثلاثة أجسام، كان بوانكاريه أول شخص يكتشف نظاما عشوائيا محددا والذي قاد إلى تأسيس ما يعرف اليوم بنظرية الشواش.

### عمله على النسبية

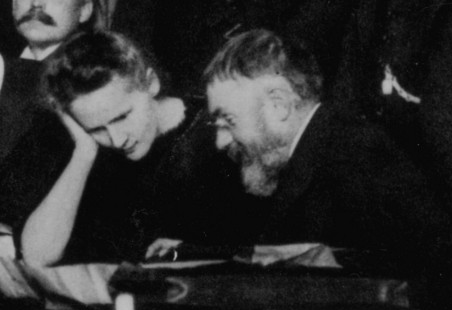
ماري كوري وبوانكاريه يتحدثان في مؤتمرات سولفاي في عام 1911

في عام 1881، وصف بوانكاريه الهندسة الزائدية باستخدام نموذج القطع الزائدي، وبيّن أن التحويلات التي تُبقي الفاصل اللورنتزي {\displaystyle x^{2}+y^{2}-z^{2}=-1} ثابتاً، تعادل رياضياً تحويلات لورنتز في أبعاد 2+1. كما أن نماذجه الأخرى للهندسة الزائدية، مثل نموذج القرص ونموذج نصف المستوى لبوانكاريه، بالإضافة إلى نموذج بيلترامي–كلاين، يمكن ربطها بفضاء السرعات في النسبية.
في عام 1892، طور بوانكاريه نظرية رياضية للضوء تشمل الاستقطاب، وصوّر تأثير المستقطِبات ومؤخرات الطور على كرة تمثل حالات الاستقطاب، تُعرف الآن باسم "كرة بوانكاريه"، والتي تبيّن لاحقاً أنها تتمتع بتماثل لورنتزي، مما يجعلها تمثيلاً هندسياً لتحويلات لورنتز وجمع السرعات.
في عام 1900، ناقش بوانكاريه "مبدأ الحركة النسبية" في ورقتين علميتين، وأطلق عليه في عام 1904 اسم "مبدأ النسبية"، والذي ينص على أنه لا يمكن لأي تجربة فيزيائية التمييز بين حالة السكون والحركة المنتظمة. وفي عام 1905، كتب إلى لورنتز معلقاً على ورقته العلمية، مشيراً إلى خطأ في تطبيق تحويله على إحدى معادلات ماكسويل، وشكك في عامل تمدد الزمن الذي اقترحه لورنتز. ثم أرسل رسالة ثانية أكد فيها أن هذا العامل ضروري لكي تُشكّل تحويلات لورنتز مجموعة رياضية، وقدم قانون جمع السرعات النسبي المعروف حالياً. وعرض هذه الأفكار في أكاديمية العلوم في باريس بتاريخ 5 يونيو 1905.

## صفاته
شبهت عادات عمل بوانكاريه بنحلة تطير من زهرة إلى زهرة. لم يكن يحب المنطق، ولكنه كان حدسيا، معتبرا أن المنطق ليس طريقا نحو الاختراع بل وسيلة من أجل تنظيم الأفكار وأن المنطق يعيق الأفكار.

## روابط خارجية
- هنري بوانكاريه على موقع الموسوعة البريطانية (الإنجليزية)
- هنري بوانكاريه على موقع إن إن دي بي (الإنجليزية)
- هنري بوانكاريه على موقع ديسكوغز (الإنجليزية)